# Karl Waltzinger

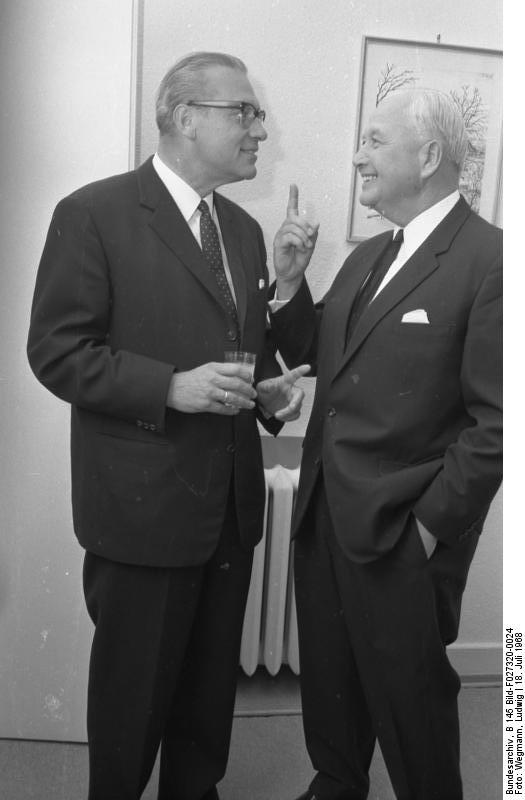
Franz Heubl und Karl Waltzinger (1968)

Karl Waltzinger (* 11. November 1908 in Ottweiler; † 10. September 1993 in Saarbrücken) war ein deutscher Verwaltungsjurist, zuletzt von 1968 bis 1973 Präsident des saarländischen Rechnungshofs.

## Leben
Waltzinger, geboren in Ottweiler an der Saar, besuchte das Gymnasium Wendalinum, an dem er 1928 das Abitur bestand. Er begann an der Julius-Maximilians-Universität Würzburg Rechtswissenschaft zu studieren und wurde 1929 im Corps Moenania recipiert. Als Inaktiver wechselte er an die Johann Wolfgang Goethe-Universität Frankfurt am Main. 1932 legte er die erste juristische Staatsprüfung ab. 1933 wurde Waltzinger in Würzburg zum Dr. jur. utr. promoviert. Nach Absolvierung der zweiten Staatsprüfung in Düsseldorf war er ab 1936 Assessor bei der Zollverwaltung in Düsseldorf, später Regierungsassessor bei den Hauptzollämtern in Würzburg, Kleve und Saarbrücken. Danach wurde er in der Reichsfinanzverwaltung tätig. 1938 war er Regierungsrat in Rudolstadt. Als Oberleutnant der Artillerie im Heer (Wehrmacht) geriet er im August 1944 in sowjetische Kriegsgefangenschaft. Im Dezember 1949 wurde er schwerkrank entlassen. Er kehrte in das Saarland zurück und trat 1950 in das dortige Finanzministerium, wo er bis 1956 als Referent tätig war. Seit 1952 Oberregierungsrat, wurde er 1956 Bevollmächtigter des Saarlandes beim Bund und blieb dies bis 1968. Er wurde 1957 zum Regierungsdirektor, 1958 zum Ministerialrat, 1962 zum Ministerialdirigenten und 1967 zum Ministerialdirektor befördert. Von 1968 bis zur Pensionierung (1973) war er Präsident vom Rechnungshof des Saarlandes. Unter Philipp W. Fabry bildete er 1972–1976 mit Christian Helfer und Hubertus Rolshoven den Vorstand des Verbandes Alter Corpsstudenten (VAC). Seine beiden Söhne wurden ebenfalls Corpsstudenten. Waltzinger war evangelisch, ab 1938 verheiratet mit Margret Waltzinger, geborene Hengst, lebte in Saarbrücken am Eduard-Mörike-Weg, hatte zwei Kinder (Peter und Jochen), starb im 85. Lebensjahr und wurde auf dem Friedhof von Scheidt (Saarbrücken) beerdigt.

## Ehrungen
- Kriegsauszeichnung
- Bandverleihung des Corps Lusatia Breslau (1963)[1]
- Verdienstorden der Bundesrepublik Deutschland, Großes Verdienstkreuz (1969)
- Silberschale des VAC
- Ehrenpräsident des AHSC Saarbrücken[4]